# 5-cm-Pak 38

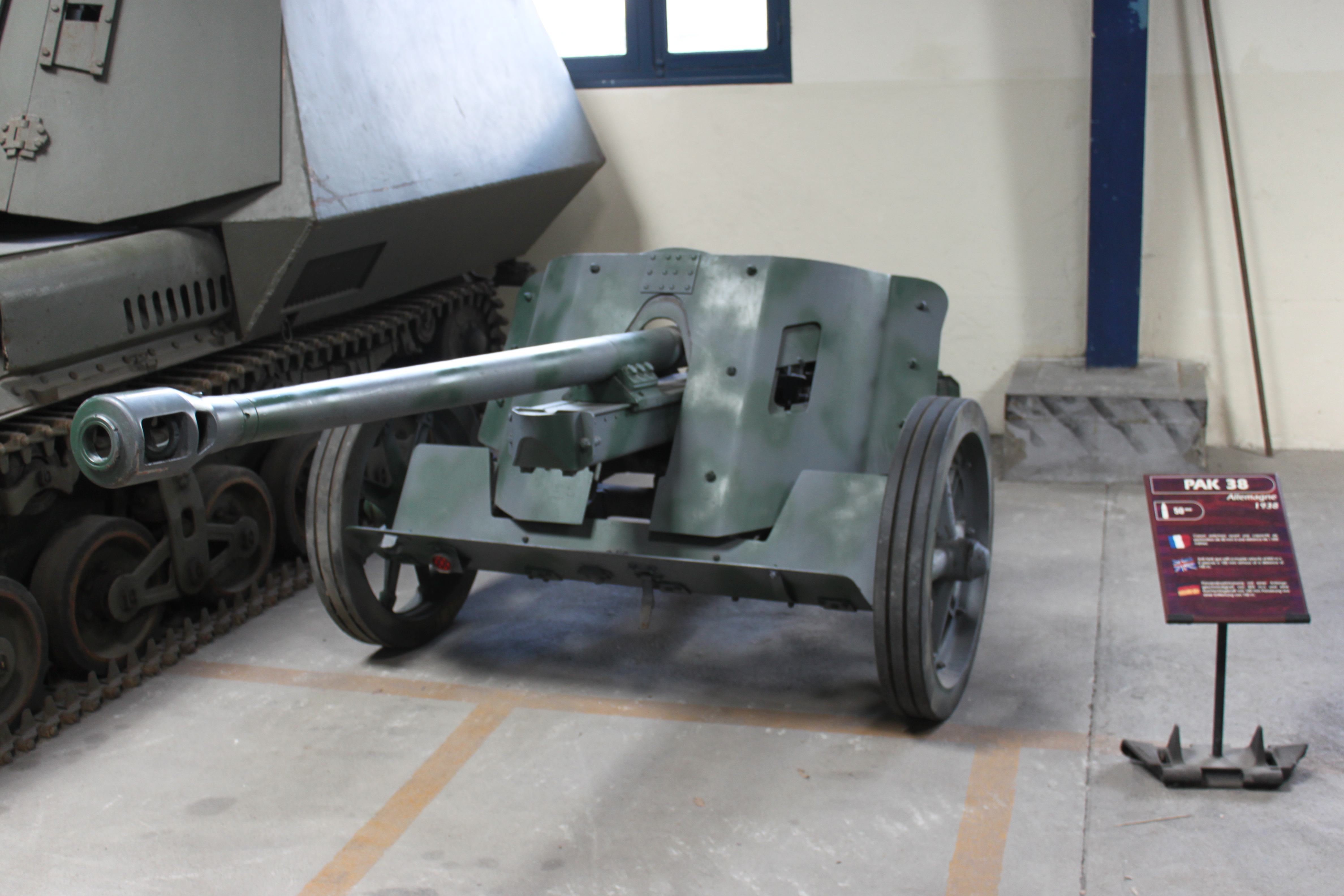
Pak 38 im Musée des Blindés in Saumur, Frankreich

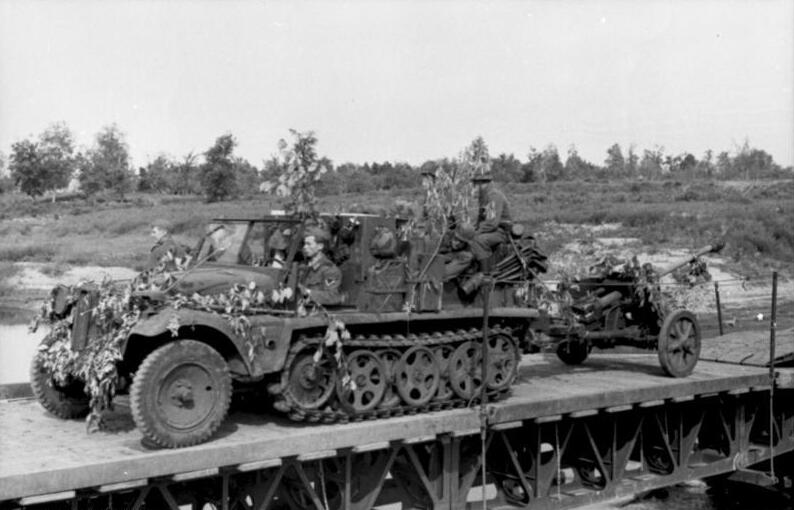
Sd.Kfz. 10 mit Pak 38

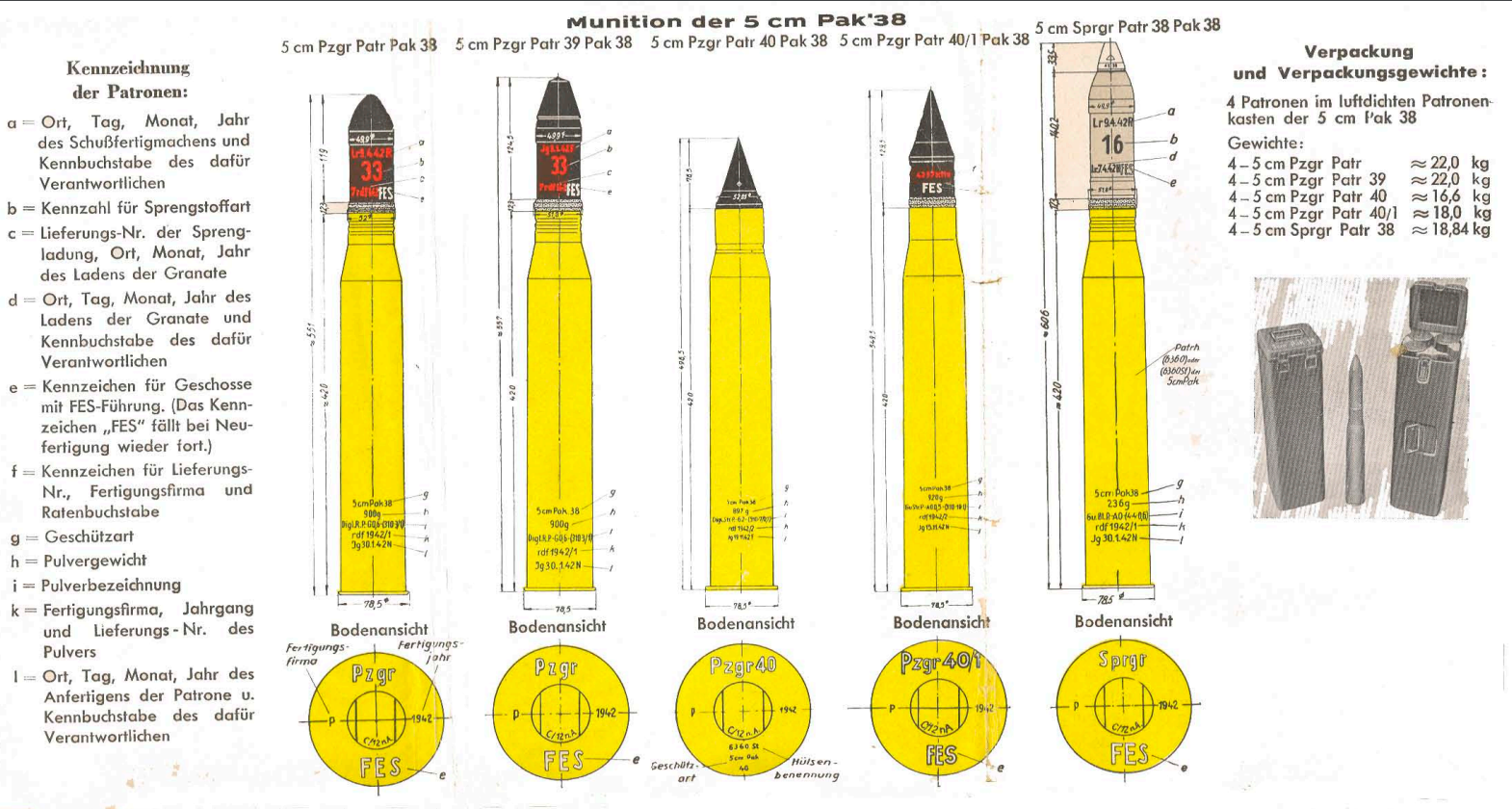
Munition für die 5-cm-Pak 38

Die 5-cm-Pak 38 war eine halbautomatische Panzerabwehrkanone (kurz Pak) der deutschen Wehrmacht mit der Kaliberlänge L/60, die hauptsächlich im direkten Feuerkampf der Panzerjägertruppe gegen gepanzerte Gefechtsfahrzeuge eingesetzt wurde. Das Äquivalent zu diesem Standard-Waffensystem als Turmkanone im Panzerwagen oder Kampfpanzer war die weitgehend baugleiche Kampfwagenkanone 5-cm-KwK 39 L/60.

## Entwicklung und Produktion
Bereits zum Ende des Ersten Weltkrieges hin war sich die Artillerie-Prüfkommission darüber im Klaren, dass das Kaliber 37-mm keine dauerhafte Lösung für die Bekämpfung gegnerischer Kampfwagen darstellen würde. Die Firma Krupp hatte bereits ein Rohr im Kaliber 50-mm für die Bewaffnung von Panzern entworfen. Man dachte nun an eine 52-mm Kaliberwaffe mit einer Rohrlänge von 40 Kalibern, einer V° von 600 m/s und einem Geschossgewicht von 1,75 kg.
Die 5-cm-Pak 38 wurde dann seit 1937 von Rheinmetall-Borsig entwickelt. Neu war bei diesem Geschütz, dass eine Mündungsbremse verwendet wurde, um die Rückstoßkräfte zu reduzieren, wodurch das Gewicht der Lafette verhältnismäßig gering bleiben konnte. Ein weiterer wichtiger Punkt war, dass eine Drehstabfederung für die Laufräder verwendet wurde, was ebenfalls eine leichtere Lafette ermöglichte. Das dritte innovative Element der Entwicklung war der doppelte Schutzschild, bei dem zwei 4-mm Panzerplatten im Abstand von 25-mm verwendet wurden.
Insgesamt wurden etwa 9.568 5-cm-Pak 38 von April 1940 bis Mitte 1944 produziert und an die Truppe geliefert. Sie war die Nachfolgerin der 3,7-cm-Pak und wurde später durch die 7,5-cm-PaK 40 ergänzt. Durch die großen Fertigungszahlen und den Beginn der Ausrüstung mit den 7,5-cm-Pak 40 konnten später auch Verbündete des deutschen Reiches mit der Waffe versorgt werden. Der Herstellungspreis bei 1.800 Arbeitsstunden betrug 10.600 Reichsmark.

## Beschreibung
Wie oben erwähnt, wurde bei der 5-cm-Pak 38 erstmals ein Schutzschild mit zwei im Abstand von 25 mm zueinanderstehenden Panzerplatten von 4 mm Stärke verwendet. Dieser war gewinkelt montiert und zu den Seiten hin gerundet, wobei er am Ende der Rundungen beidseitig noch einmal quer zur Front hin gewinkelt war. Über dem Rohr saß ein beweglicher kleiner Schild der zwischen den Platten vertikal beweglich blieb und die Öffnung oberhalb des Rohres verschloss, ohne den Höhenrichtbereich einzuschränken. Die Öffnung für das links montierte Zielfernrohr konnte mit zwei Plattenelementen von oben und unten kommend verschlossen werden. Die mit einer Drehstabfederung versehenen Räder waren gepresste Stahlscheibenräder mit Vollgummibereifung, wobei es später im Krieg zur Materialersparnis eine Radvariante mit großen Öffnungen zwischen den Holmen gab. Die beiden Rohrholme der nur in der Version für Kraftzug gebauten Spreizlafette hatten eine Haltevorrichtung für ein Spornrad, welches an der Zugöse eingesetzt werden konnte, um den Mannschaftszug zu erleichtern.
Trotz der allgemein üblichen Angabe der Kaliberlänge mit L/60 hatte das Rohr der Pak eine tatsächliche Länge von L/63,5.
Als Zieloptik diente das Zielfernrohr ZF 3 × 8°. Die Lebensdauer eines Rohres betrug ungefähr 4000 bis 5000 Schuss.

## Munition
| 5 cm Pak 38                        | Panzergranate 39 | Panzergranate 40 (Hartkern) | Stielgranate 42 | Sprenggranate |
| Gewicht                            | 2,25 kg          | 0,85 kg                     | 13,5 kg         | 1,96 kg       |
| Mündungsgeschwindigkeit            | 823 m/s          | 1198 m/s                    | 160 m/s         | 549 m/s       |
| Durchschlag bei 30° Auftreffwinkel |                  |                             |                 |               |
| aus 500 m Entfernung               | 59 mm            | 72 mm                       | 180 mm          |               |
| aus 1000 m Entfernung              | 48 mm            | 38 mm                       |                 |               |
| Durchschlag bei 60° Auftreffwinkel |                  |                             |                 |               |
| aus 0 m Entfernung                 | 73 mm            | 143 mm                      |                 |               |
| aus 250 m Entfernung               | 67 mm            | 109 mm                      |                 |               |
| aus 500 m Entfernung               | 61 mm            | 86 mm                       | 180 mm          |               |
| aus 750 m Entfernung               | 56 mm            | 69 mm                       |                 |               |
| aus 1000 m Entfernung              | 50 mm            | 55 mm                       |                 |               |
| aus 1250 m Entfernung              | 45 mm            | 44 mm                       |                 |               |
| aus 1500 m Entfernung              | 40 mm            |                             |                 |               |
| Durchschlag bei 90° Auftreffwinkel |                  |                             |                 |               |
| aus 0 m Entfernung                 | 99 mm            | 165 mm                      |                 |               |
| aus 250 m Entfernung               | 88 mm            | 141 mm                      |                 |               |
| aus 500 m Entfernung               | 78 mm            | 120 mm                      | 180 mm          |               |
| aus 750 m Entfernung               | 69 mm            | 101 mm                      |                 |               |
| aus 1000 m Entfernung              | 61 mm            | 84 mm                       |                 |               |
| aus 1250 m Entfernung              | 53 mm            | 70 mm                       |                 |               |
| aus 1500 m Entfernung              | 47 mm            |                             |                 |               |

Die Splitterwirkung der Sprenggranate reichte seitlich des Einschlags bis zu 13 Meter und vorwärts bis zu 8 Meter.

## Einsatz

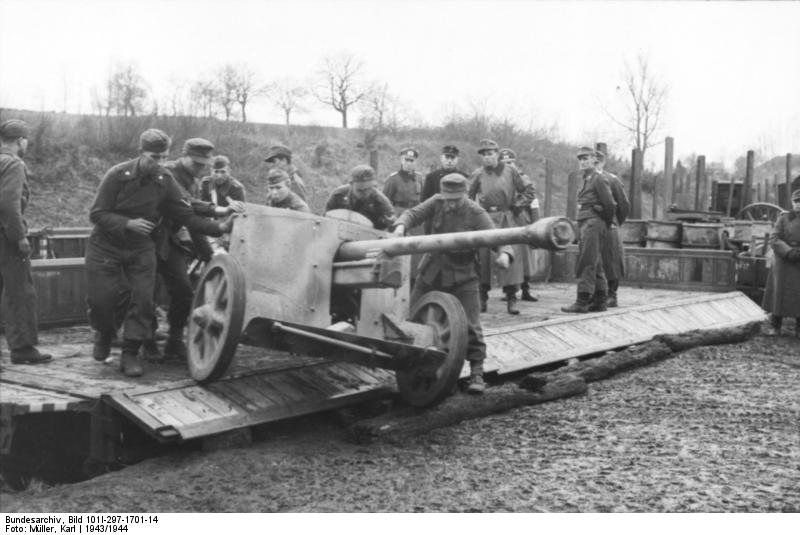
Pak 38 in Frankreich 1943

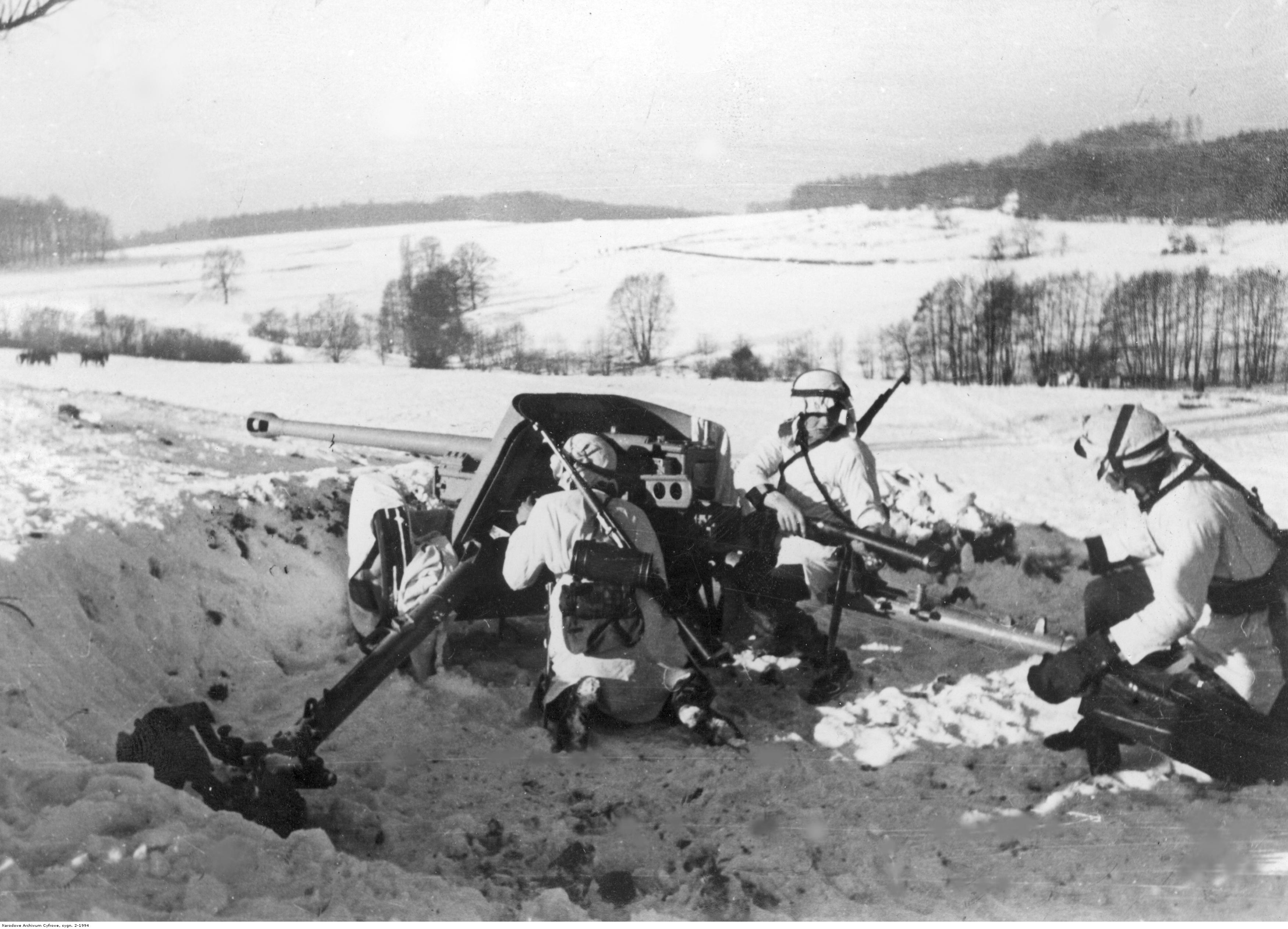
Pak 38 an der Ostfront, März 1944

Die 5-cm-Pak 38 wurde gegen Ende 1940 als Ersatz für die 3,7-cm-Pak bei der Wehrmacht eingeführt, um stärker gepanzerte Fahrzeuge bekämpfen zu können.
Beim Angriff auf die Sowjetunion standen 1.047 5-cm-Pak 38 zur Verfügung (Meldung von 1. Juni 1941). Die Wehrmacht stellte hier fest, dass die unerwartet auftretenden, stark gepanzerten, schweren sowjetischen Panzer der Typen KW-1 und KW-2 und sogar die völlig neuen T-34 mit der Pak 38 kaum zu bekämpfen waren. Somit musste vermehrt die Panzergranate 40 mit Wolframkern eingesetzt werden; diese erwies sich im Kampf gegen diese sowjetischen Panzer als relativ effektiv und wurde vermehrt an die Verbände ausgeliefert. Als 1943 die Vorräte an Wolfram knapp wurden, verlor die 5-cm-Pak 38 ihren wichtigsten Munitionstyp und damit ihre Wirksamkeit als Panzerabwehrwaffe. Obwohl beabsichtigt war, sie durch neuere, größere Panzerabwehrkanonen zu ersetzen, blieb sie mangels allgemeiner Verfügbarkeit solcher Geschütze bis zum Ende des Krieges in Dienst.
Vereinzelt wurde die Waffe auf deutschen und Beute-Fahrgestellen (z. B. auf VK 3.02 (Pz.Sfl. Ia), VK 9.01 (Pz.Sfl. Ic), Sd.Kfz. 250 und Pz.Kpfw. 35 R 731 (f)) montiert und erprobt. Möglicherweise wurde für den späteren 7,5-cm-Panzerjäger Marder II an der Ostfront ein Prototyp mit der Waffe auf dem Fahrgestell des Pz.Kpfw. II erprobt oder entstand durch einen Truppenumbau an der Front. Ein einzelnes derartiges Fahrzeug ist fotografisch dokumentiert.
Auch im Gebirge oder bei Schnee konnte die Panzerjägerkanone 38 transportiert werden. Dazu wurde diese auf den Heeresschlitten (Hs. 5), welcher ab 1942 zur Verfügung stand, verlastet.

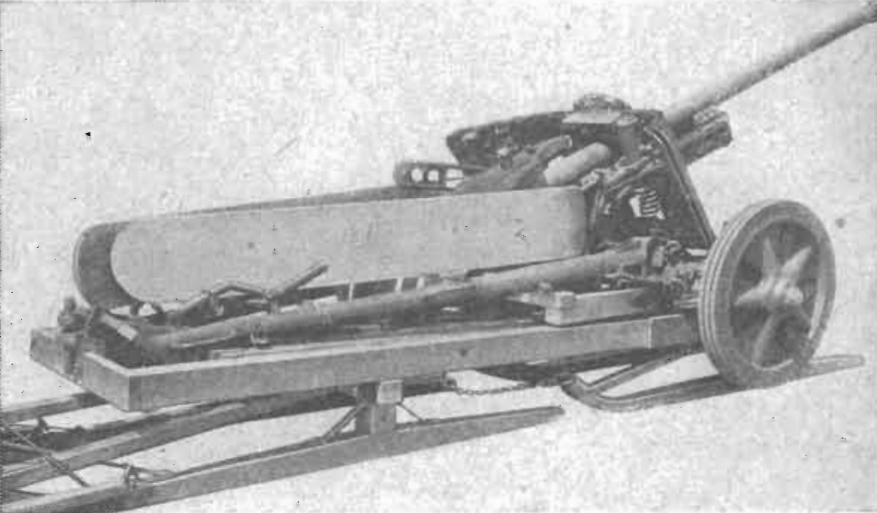
Die Panzerjägerkanone 38 auf dem Hs. 5

## 7,5-cm-Pak 97/38
Auf die Forderung der Truppen hin, die 5-cm-Pak durch ein Geschütz im Kaliber 7,5-cm zu ersetzen, wurde als eine Maßnahme Waffe und Rohrwiege der in großen Stückzahlen im Beutebestand befindlichen französischen Canon de 75 Modell 1897 in Lafetten der 5-cm-Pak eingebaut.

## 7,5-cm-Pak 50
Von den zahlreichen im Jahr 1945 von den amerikanischen Streitkräften in der Artillerie-Erprobungsstelle Hillersleben erbeuteten Geschützen wurden 34 näher untersucht. Hierzu zählten zwei Geschütze mit der Bezeichnung 7,5-cm-Pak 50.

## Andere Nationen
Im März 1943 wurden 110 Geschütze an die rumänischen Streitkräfte geliefert. Das Geschütz blieb bis 1954 in Verwendung, als es durch die 57-mm-Pak (ZIS-2) sowjetischer Herkunft ersetzt wurde.